# تاريخ ملابس شعب الإنويت

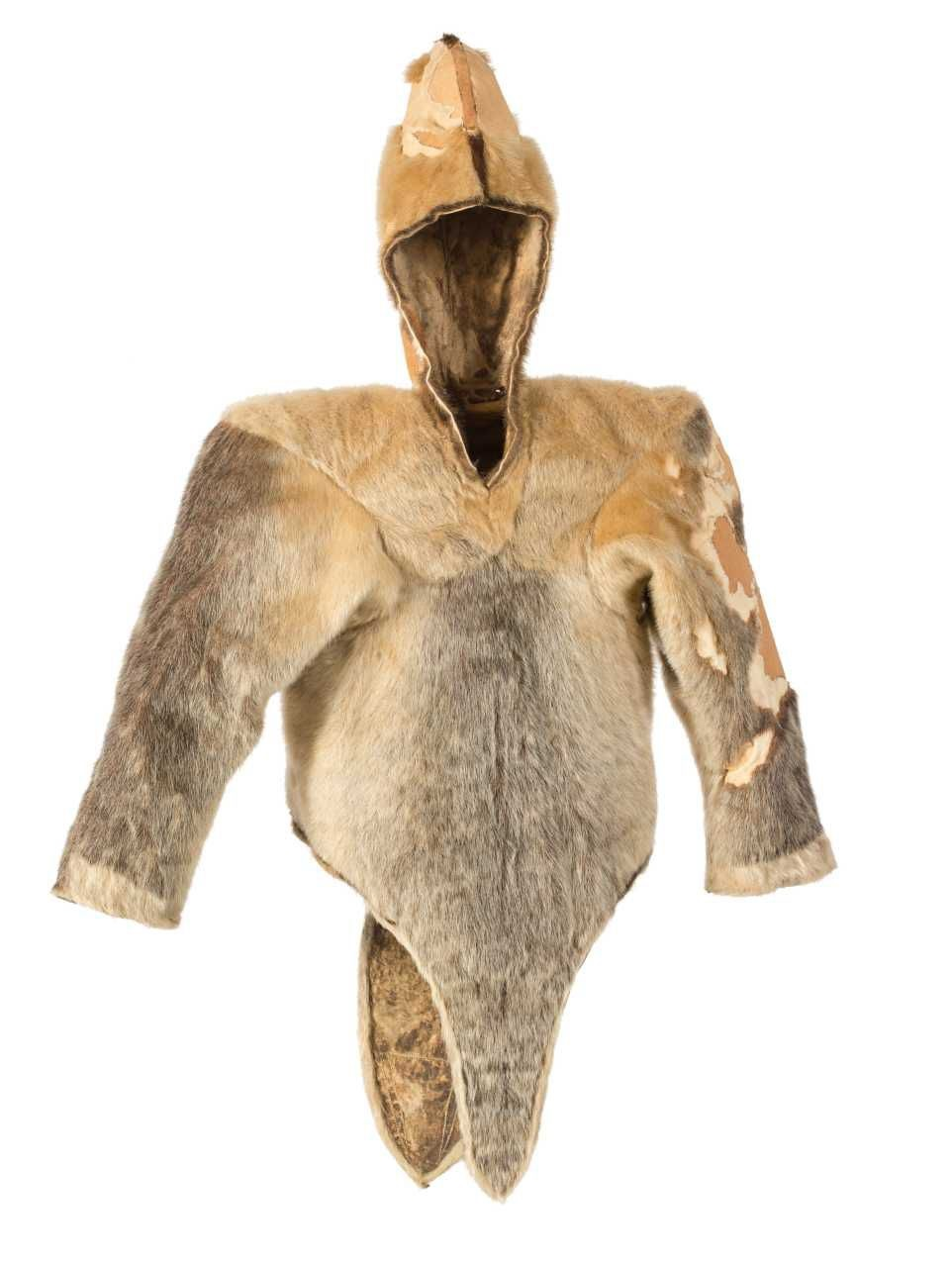
اكتشفت سترة المرأة من جلد الفقمة في كيلاكيتسوق عام 1972 ، ويرجع تاريخها إلى ق. 1475.

تظهر الأدلة الأثرية أن تاريخ ملابس شعب الإنويت يمتد إلى عصر ما قبل التاريخ، وتطور تلك الملابس طفيف. تصاميم ملابس جميع شعوب القطب الشمالي (بمن فيها شعب الإنويت، والإينوبيات والسكان الأوائل في منطقة سيبيريا والشرق الأقصى الروسي) متشابهه، وتدل أدوات وتماثيل منحوتة أن هذه التصاميم ربما بدأت من منطقة سيبيريا منذ 22000 سنة قبل الميلاد، ومن شمال كندا وجرينلاند منذ 2500 سنة قبل الميلاد. قطع الملابس التي عثر عليها في أماكن أثرية، والتي يقدّر تاريخها إلى ما بين عام 1000 و1600ميلادي، مشابهة لملابس من القرن السابع عشر إلى منتصف القرن العشرين، مما يؤكد التطابق في تصميم ملابس الإنويت لقرون.
بدءًا من أواخر القرن الخامس عشر، أثر الاختلاط بسماسرة خارجيين على مظهر الملابس. دمجت الأدوات والأقمشة المستوردة في تصميم الملابس التقليدية، وأحيانًا حلت الملابس القماشية محل الملابس التقليدية. كثيرًا ما كان الاعتماد على الملابس القماشية نتيجة إصرار خارجي، لتتناسب الملابس مع معايير لباس الشعوب الخارجية، لكن كثيرًا من الإنويت أيضًا اعتمدوا الملابس القماشية لمصلحتهم. كان الاعتماد طواعية بادئة اندثار للملابس التقليدية.
مع زيادة بالاندماج الثقافي والتطور في بداية القرن العشرين، قلّ إنتاج الملابس الجلدية التقليدية للاستخدام اليومي نتيجة فقدان الإنويت لمهارات تصميم الملابس التقليدية، بالإضافة للطلب القليل. دمر التعليم المنهجي تناقل المهارات بين الأجيال. قلل التوفر العالمي للملابس المصنعة والتوفر القليل لجلود الحيوانات كذلك من الطلب على الملابس التقليدية. أدت جميع هذه العوامل إلى فقدان شبه كامل لمهارات تصميم الملابس التقليدية بحلول أواخر القرن التاسع عشر.

منذ ذلك الوقت، بذل الإنويت جهودًا كبيرة للحفاظ على المهارات التقليدية، وإعادة تعليمها لأجيال أصغر عمرًا بطريقة عميلة تماشيًا مع العالم الحديث. تكثر ملابسهم الجلدية شتاءً وبالاحتفالات رغم ندرتها. يستخدم كثير من الخياطين الإنويت حالياً خامات حديثة لتصميم ملابس تقليدية المظهر، مؤدية لتزايد حراك الملابس التقليدية - مجموعة فرعية من الملابس الأمريكية التقليدية التي يلبسها السكان الأوائل - بقيادة الإنويت. أثناء التعامل المتزايد بين ملابس الإنويت ومجال صناعة الأزياء، أعربت جماعات الإنويت عن قلق حول حماية تراث الإنويت من الهيمنة الثقافية، ومنع انتشار ملابس ثقافية كمعطف الأموتي.